# El Pla de Manlleu
El Pla de Manlleu – miejscowość w Hiszpanii, w Katalonii, w prowincji Tarragona, w comarce Alt Camp, w gminie Aiguamúrcia.
Według danych INE w 2020 roku liczyła 144 mieszkańców – 72 mężczyzn i 72 kobiety. 